# Vicq, Nord

Vicq este o comună în departamentul Nord, Franța. În 1 ianuarie 2022 avea o populație de 1.472 de locuitori.